# NGC 807
NGC 807 is een elliptisch sterrenstelsel in het sterrenbeeld Driehoek. Het hemelobject werd op 11 september 1784 ontdekt door de Duits-Britse astronoom William Herschel.

## Synoniemen
- PGC 7934
- UGC 1571
- MCG 5-6-1
- ZWG 503.84
- ZWG 504.6
- IRAS02020+2844